# Marie Brychová

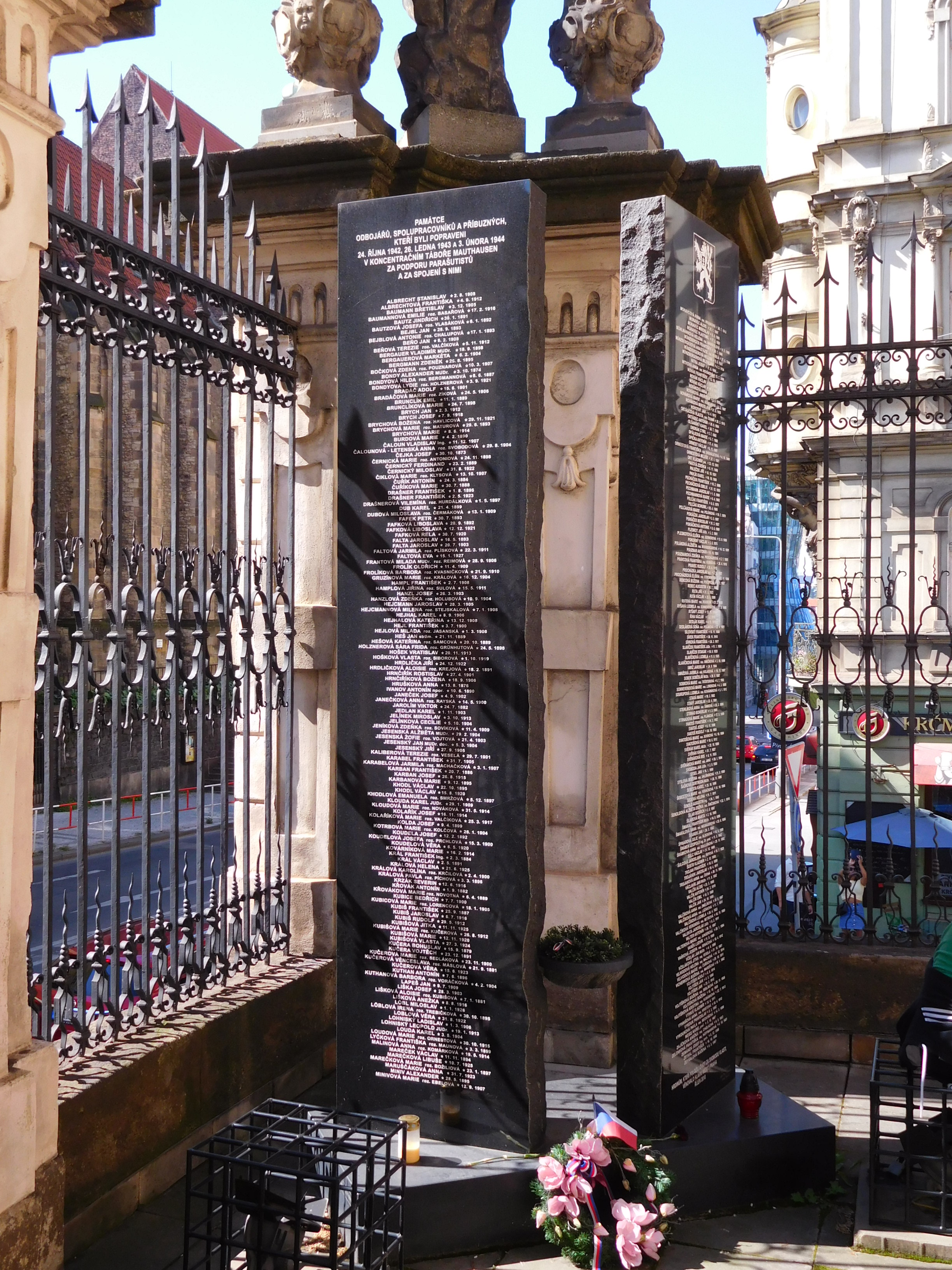
Pomník odbojářům popraveným a umučeným v souvislostí s operací Anthropoid (Resslova ulice)

Marie Brychová (rozená Maturová, 29. června 1893 Brandýs nad Labem – 24. října 1942 Koncentrační tábor Mauthausen) byla manželkou obchodníka Jana Brycha. Za protektorátu byla ona i členové její rodiny aktivními účastníky domácího sokolského protiněmeckého odboje.

## Život
Marie Brychová se narodila 29. června 1893 v Brandýse nad Labem jako Marie Maturová do rodiny Jana Matury a Marie Maturové. Po sňatku s obchodníkem Janem Brychem bydleli novomanželé Brychovi nejprve v pražském Karlíně (Poděbradova 408), později změnili adresu a přestěhovali se do bytu v ulici Královské 110, aby se nakonec usadili na Praze XIII v činžovním domě U Kanálky 5. Marie Brychová byla římsko-katolického vyznání a byla ženou v domácnosti. Se svým manželem Janem měli Brychovi celkem tři děti.

### Jan Brych mladší
Nejstarším potomkem manželů Brychových byl syn, který dostal křestní jméno po otci, tedy Jan. Jan Brych mladší se narodil 2. března 1912 v Praze. V květnu roku 1941 mu bylo 29 let, byl zaměstnán ve firmě svého otce Jana Brycha staršího ve funkci obchodního jednatele. Nebydlel již u rodičů (Praha XIII, U Kanálky 5), ale samostatně v Karlíně (Rokycanská resp. Rokycanova ulice číslo popisné 495; dnes – rok 2024 – Březinova ulice). Na Vinohradech, v domě, kde pobývali jeho rodiče si našel snoubenku – dělnici Helenu Vejvodovou, rozenou Machovou (* 14. prosince 1914).

Mariin starší syn + Mariina budoucí snacha
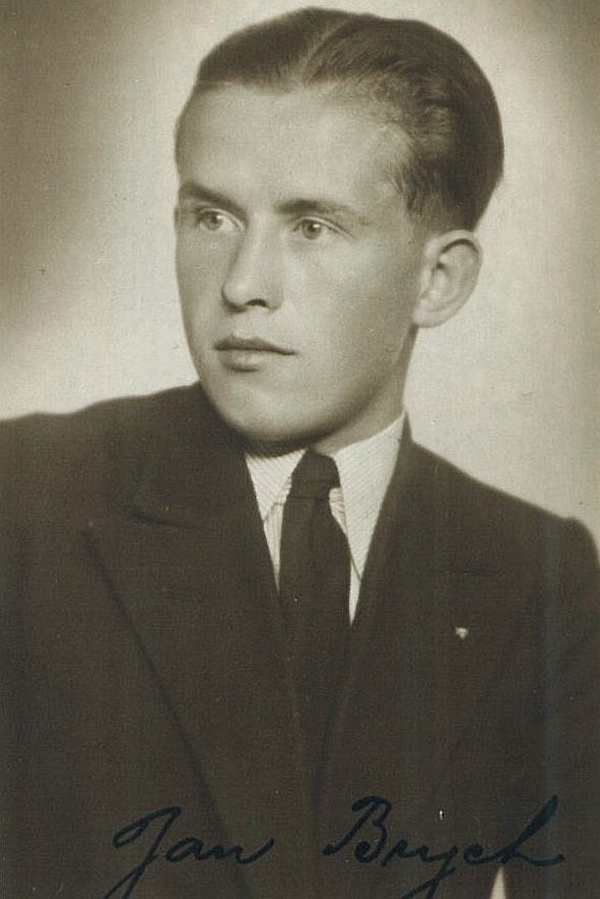
Jan Brych (* 1912)
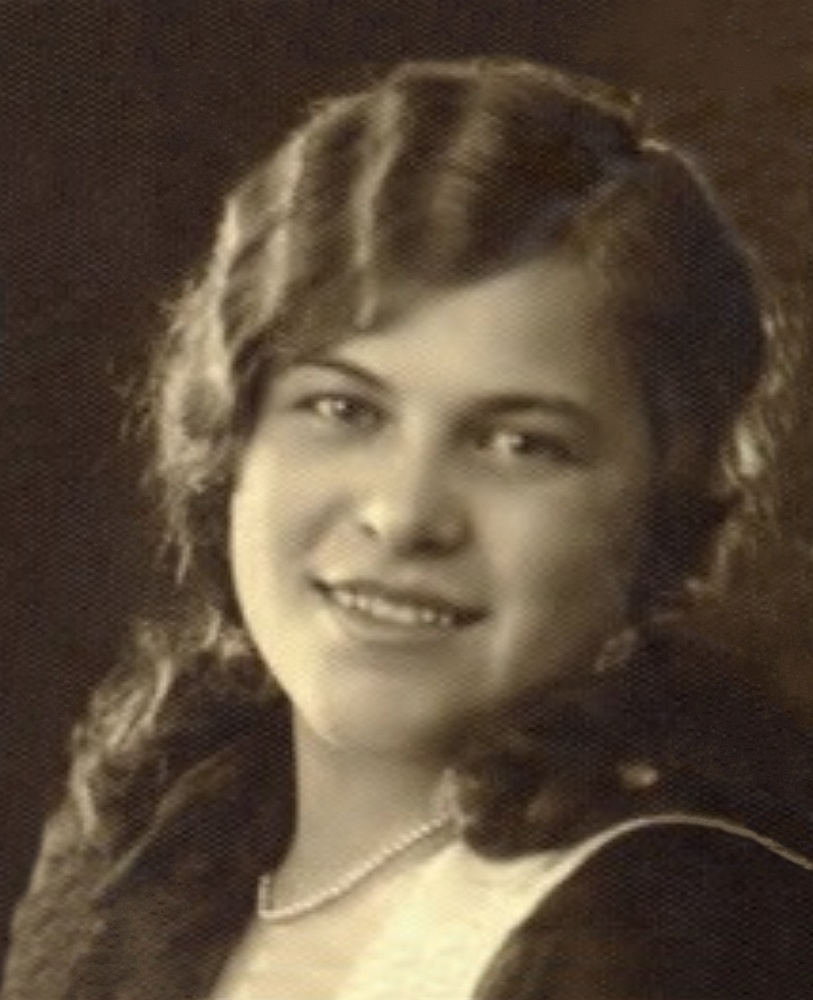
Janova snoubenka Helena Vejvodová (rozená Machová; * 1914)

### Marie Brychová mladší
Prostředním potomkem manželů Brychových byla dcera, která dostala křestní jméno po matce, tedy Marie. Marie Brychová mladší se narodila 8. června 1914 v Praze. V květnu roku 1941 jí chybělo jen několik týdnů k dovršení věku 27 let, byla inženýrkou chemie a ač svobodná bydlela samostatně v Praze X v Královské ulici 110, tedy na předchozí adrese, kde bydleli její rodiče, než se přestěhovali na Vinohrady.

### Josef Brych
Nejmladším potomkem Brychových byl syn Josef Brych, narozený 7. září 1918 v Praze (v Karlíně). V květnu roku 1941 mu bylo 22 let, povoláním obchodní příručí s textilem, ženatý s Boženou Brychovou (rozená Havlíčková, * 29. listopadu 1921 Chrudim), bydlel na vinohradské adrese U Kanálky 5 společně se svými rodiči. Božena byla po svatbě ženou v domácnosti, ale za svobodna se živila jako tanečnice v hotelu Sport v Náchodě, kam Josef Brych služebně zajížděl a kde byl i hlášen k přechodnému pobytu. Manželství Josefa a Boženy Brychových bylo „italského stylu“ (tj. doprovázeno občasnými hádkami a dočasnými odchody partnerů z místa společného pobytu).
Nejmladší syn Josef a jeho manželka Božena

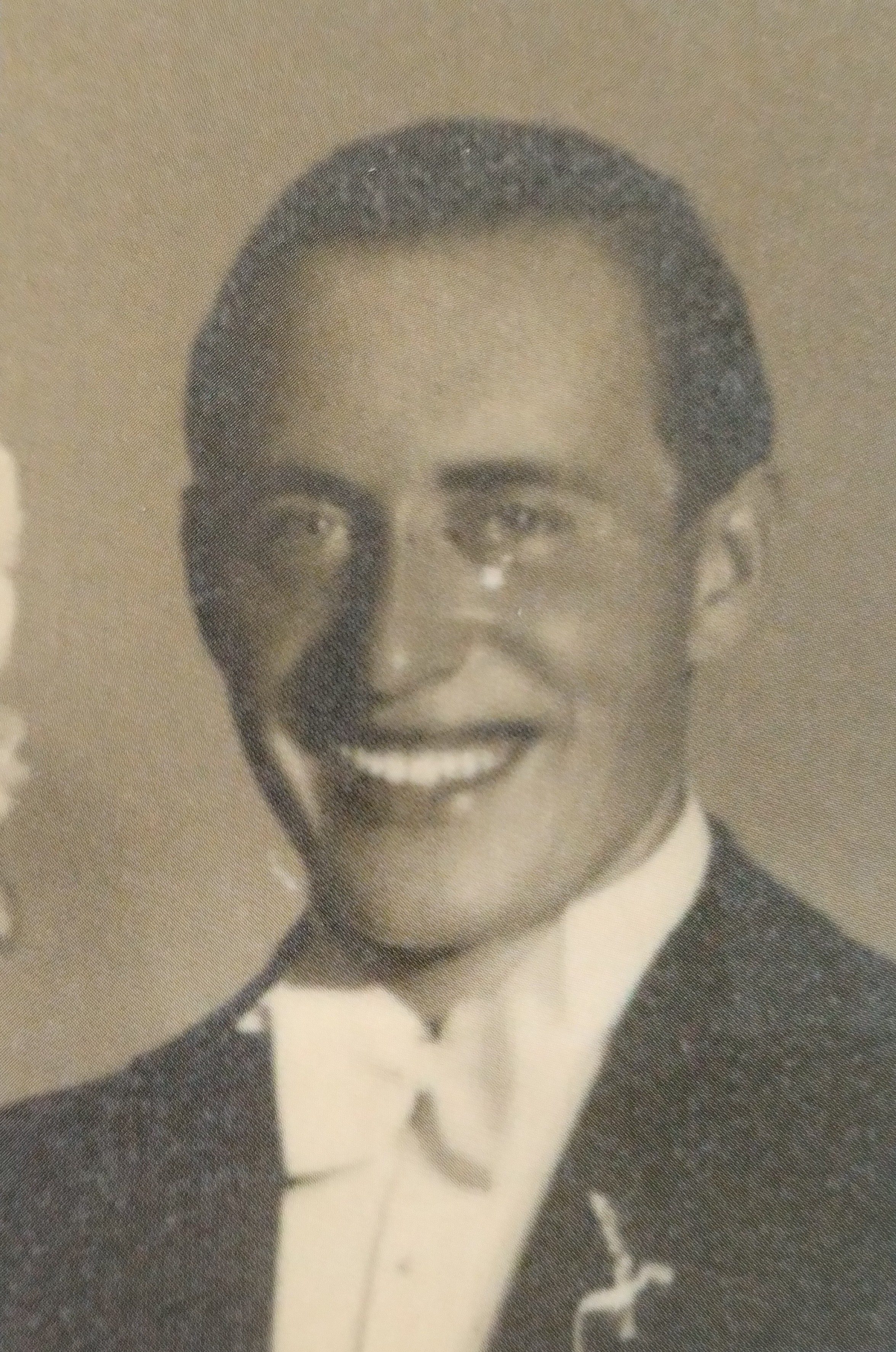
Josef Brych (* 1918)
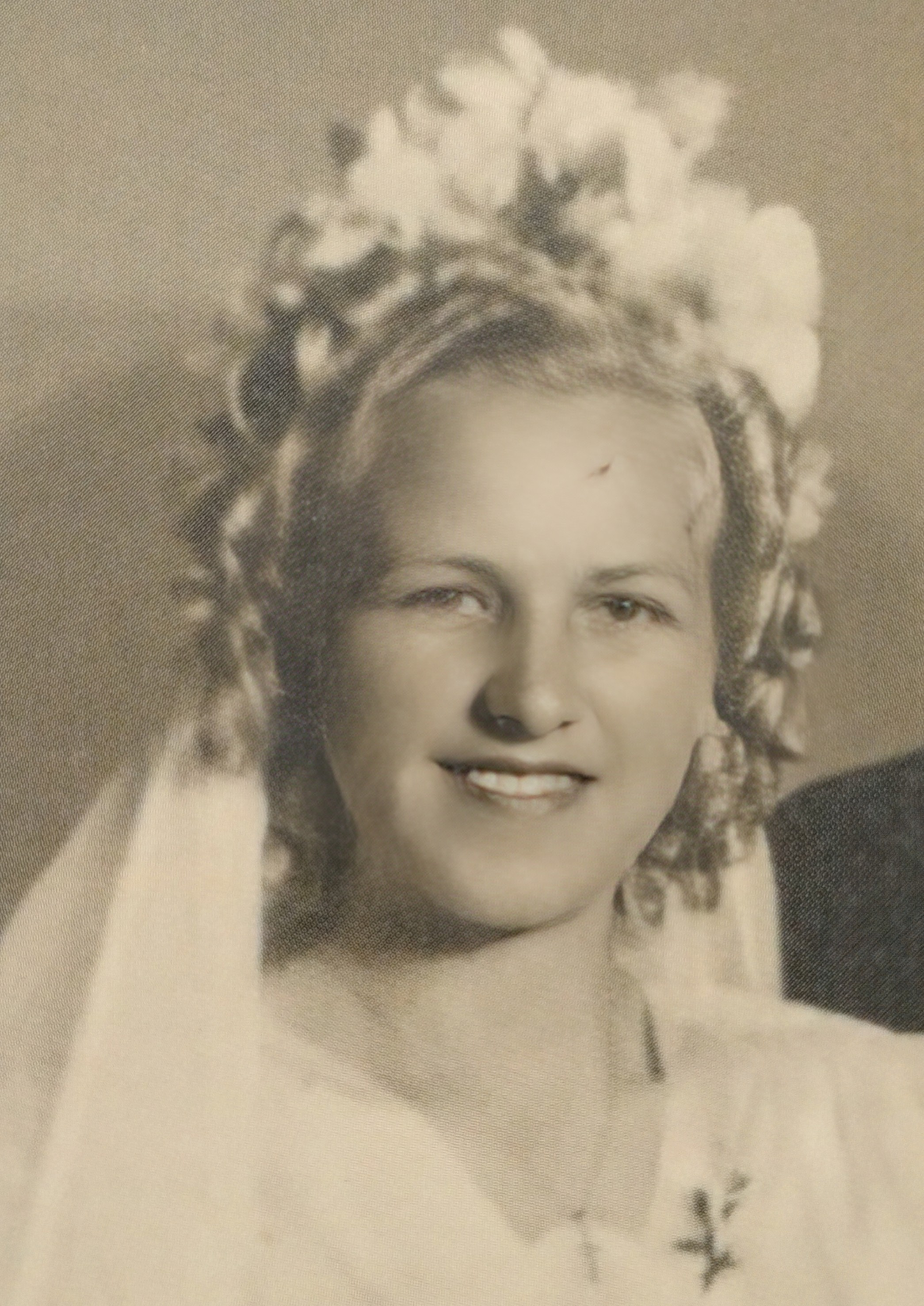
Božena Brychová (rozená Havlíčková, * 1921)

### Odbojové aktivity
Marie Brychová v protiněmeckém odboji spolupracovala se členem radikální sokolské skupiny Říjen Janem Zelenkou Hajským – klíčovou osobou kolem níž se vytvořilo jádro – skupina podporovatelů parašutistů výsadku Anthropoid. Podle poválečné (ze září 1945) výpovědi člena sokolské jednoty Karlín Emanuela Filípka byli bratři Josef a Jan Brychovi z Karlína „ochránci“ ilegální vysílačky, jejíž služby využíval Jan Zelenka-Hajský (pro radiové spojení s Londýnem). Ilegální radiostanici ukrývali Brychovi nejdříve někde na chatě u Zbraslavi a pak v bytě na Královských Vinohradech v „Kanálské ulici“. Na ukrývání radiostanice se podílela i Josefova matka Marie i Josefova manželka Božena Brychová. Radiová stanice byla později nalezena gestapem v bytě Brychových (U Kanálky 5).

### Zatčení, výslechy
Necelý měsíc po útoku na zastupujícího říšského protektora Reiharda Heydricha (27. května 1942) se ve večerních hodinách 23. června 1942 uskutečnil zátah na členy rodiny Brychů. Byla zatčena Marie Brychová starší, její dva synové (Jan a Josef) a její dcera Marie Brychová mladší. Dále byla zatčena Josefova manželka Božena Brychová a Janova snoubenka Helena Vejvodová. Celá zatýkací akce namířená proti Brychovým byla zakončena 23. června 1942 kolem 20.00 hodiny, kdy byli jednotliví zatčení postupně přebíráni pracovníky vězeňské služby do vazební věznice.
Gestapo věnovalo zatčení Brychových náležitou pozornost a se stejnou závažností se věnovalo i jejich výslechům, které byly svěřeny „horlivému komisaři“ – brutalitou obdařenému kriminálnímu inspektoru Oskaru Fleischerovi z III. oddělení, referátu III A pražského gestapa – přezdívanému „Řezník“.

### Věznění, trest smrti
Všichni členové rodiny Brychových byli (po výsleších a vazebním věznění v Praze na Pankráci) převezeni do policejní věznice gestapa v Malé pevnosti Terezín. Stanným soudem v Praze byli členové rodiny Brychů odsouzeni v nepřítomnosti 29. září 1942 (nebo 5. října 1942) k trestu smrti. Z Terezína byli hromadným transportem (společně s dalšími spolupracovníky a rodinnými příslušníky atentátníků) dne 23. října 1942 deportováni do koncentračního tábora Mauthausen a tam o den později (24. října 1942) zastřeleni ranou z malorážní pistole do týla při fingované zdravotní prohlídce v odstřelovacím koutě mauthausenského „bunkru“.

### Poznámka
Ve světle skutečnosti, že byla zatčena (a popravena) Janova snoubenka (Helena Vejvodová, rozená Machová), která s Janem nebyla sezdána a de facto nebyla součástí rodiny Brychů, není jasné, proč nebyl zatčen manžel Marie Brychové starší tedy obchodník Jan Brych starší. Podle poválečného svědectví člena sokolské jednoty Karlín Emanuela Filípka dostal válku přeživší Jan Brych starší došlé úmrtní lístky příslušníků jeho rodiny, které někdy z jara 1943 Filípkovi se slzami v očích ukazoval.

## Připomínky
- Její jméno (Brychová Marie roz. Maturová * 29.6.1893) je uvedeno na pomníku při pravoslavném chrámu svatého Cyrila a Metoděje (adresa: Praha 2, Resslova 9a). Pomník byl odhalen 26. ledna 2011 a je součástí Národního památníku obětí heydrichiády.[1][2][9]
- Iniciativa A ve spolupráci s Městskou částí Praha 2 zajistily výrobu a instalaci pěti kamenů zmizelých do chodníku těsně před vchod do domu na adrese: U Kanálky 1559/5 (dříve Kanálská ulice), Praha 2 - Vinohrady jako připomínku vyvražděných členů rodiny Brychových.[7][10]

Kameny zmizelých
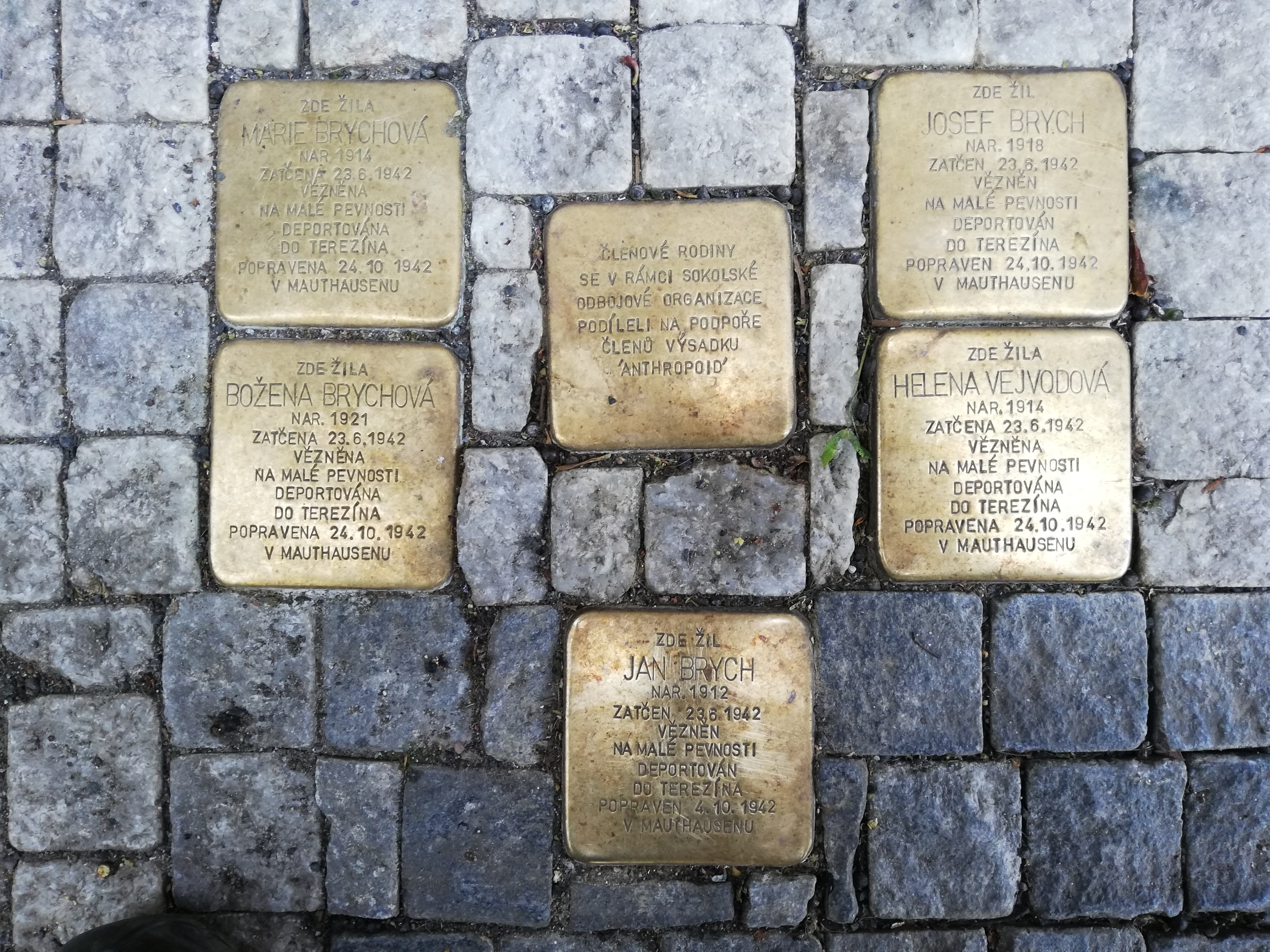
Kameny zmizelých rodiny Brychovy - celkový pohled
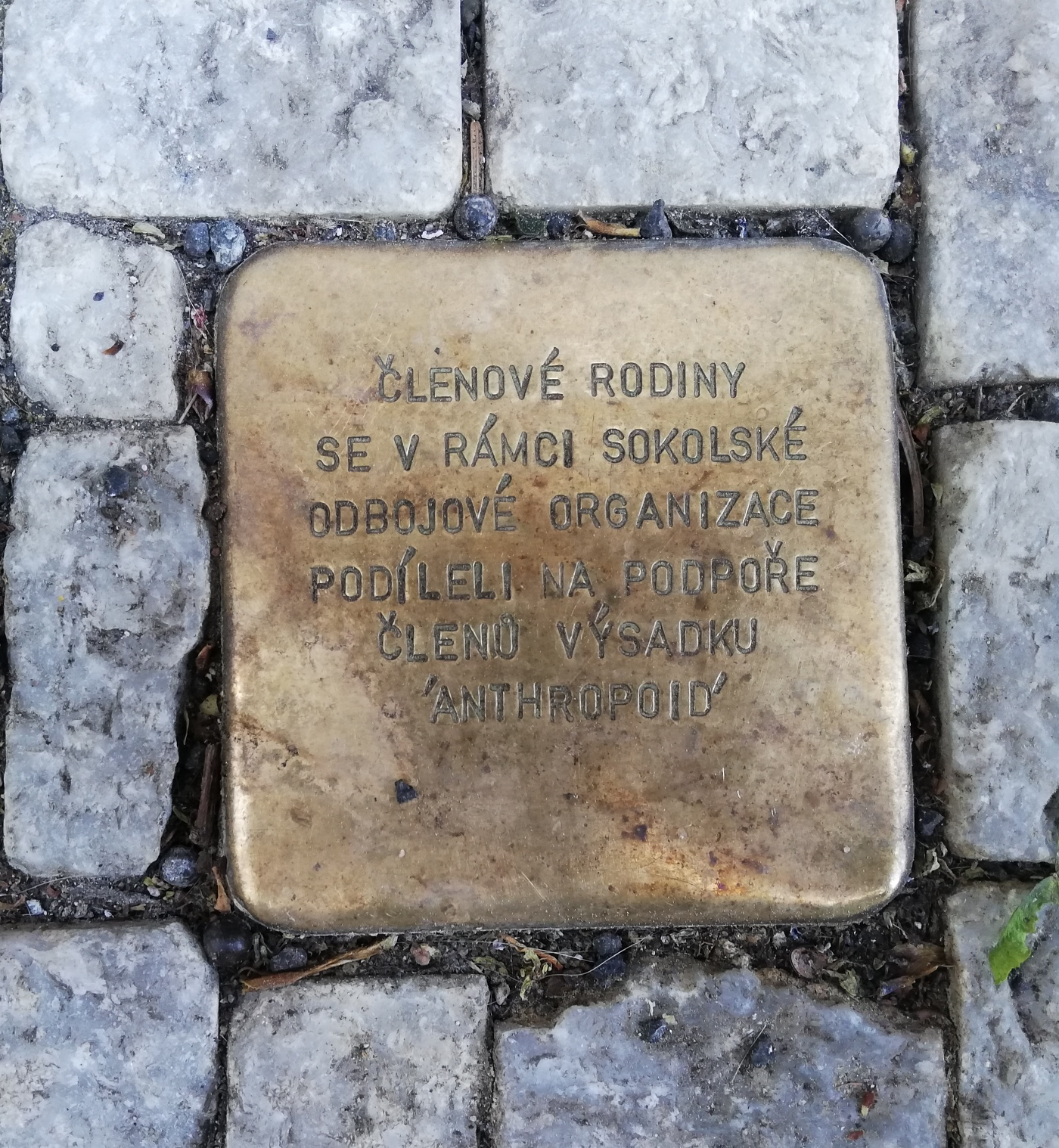
Kámen zmizelých věnovaný členům rodiny Brychů
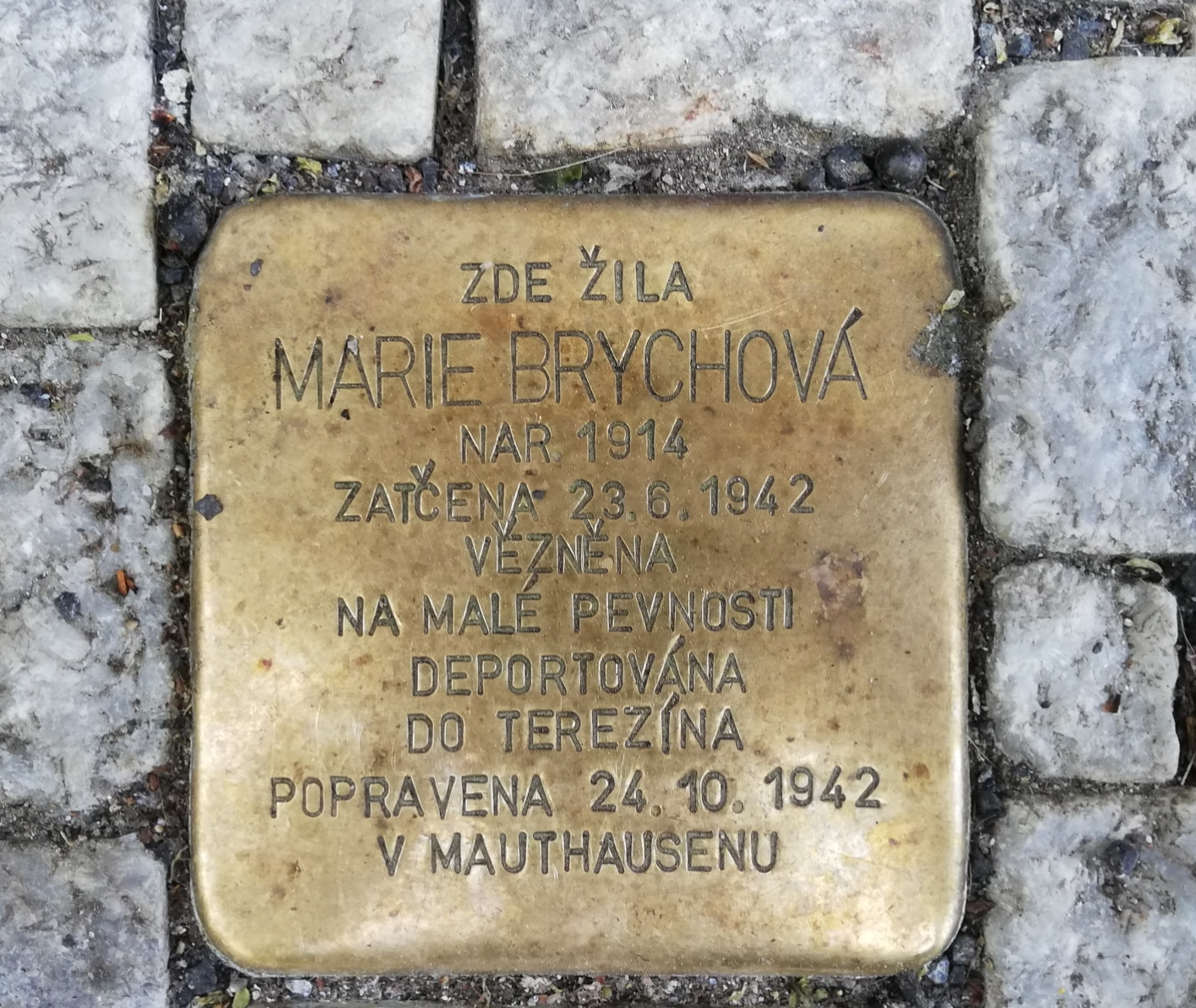
Marie Brychová mladší
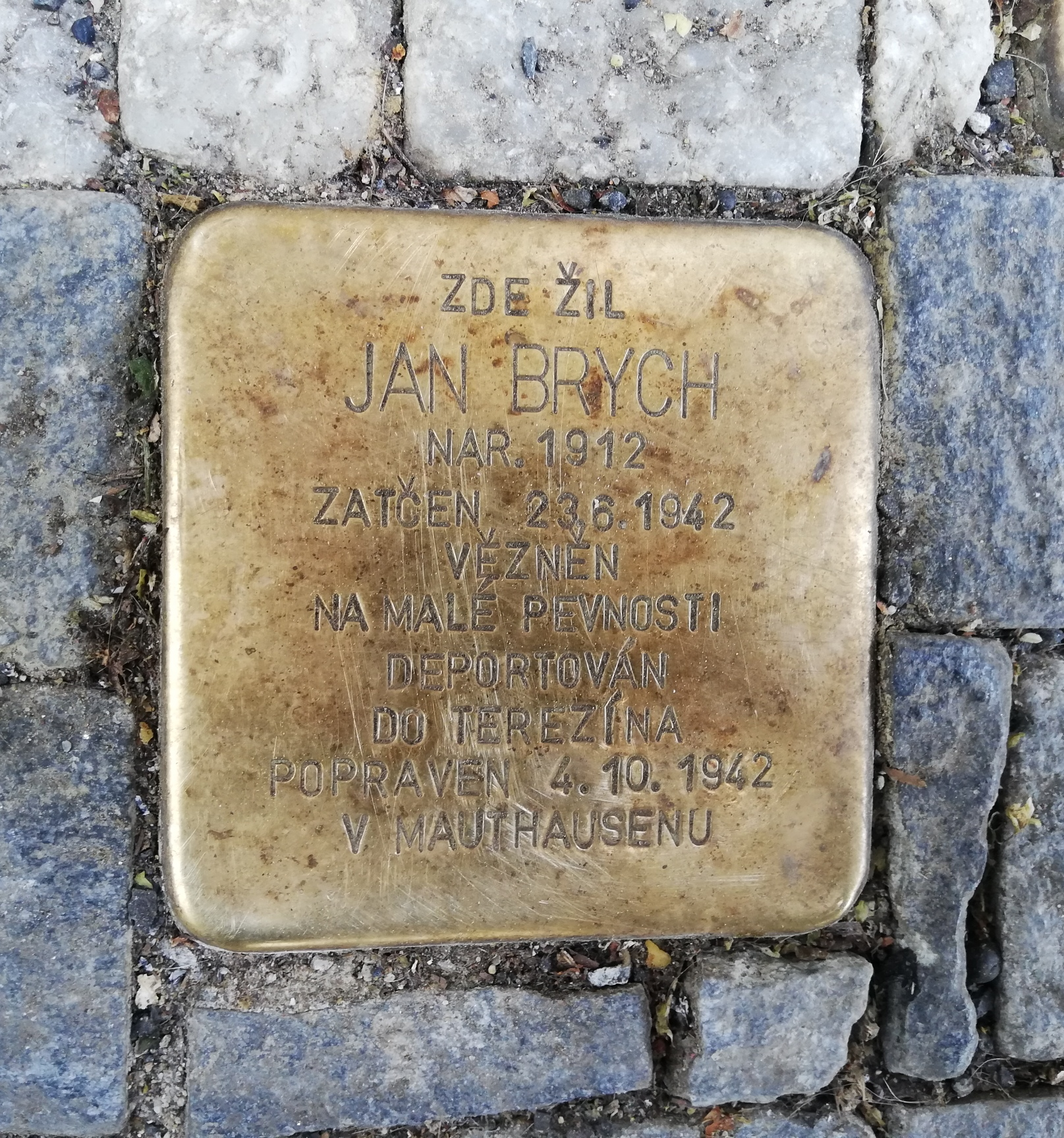
Jan Brych mladší
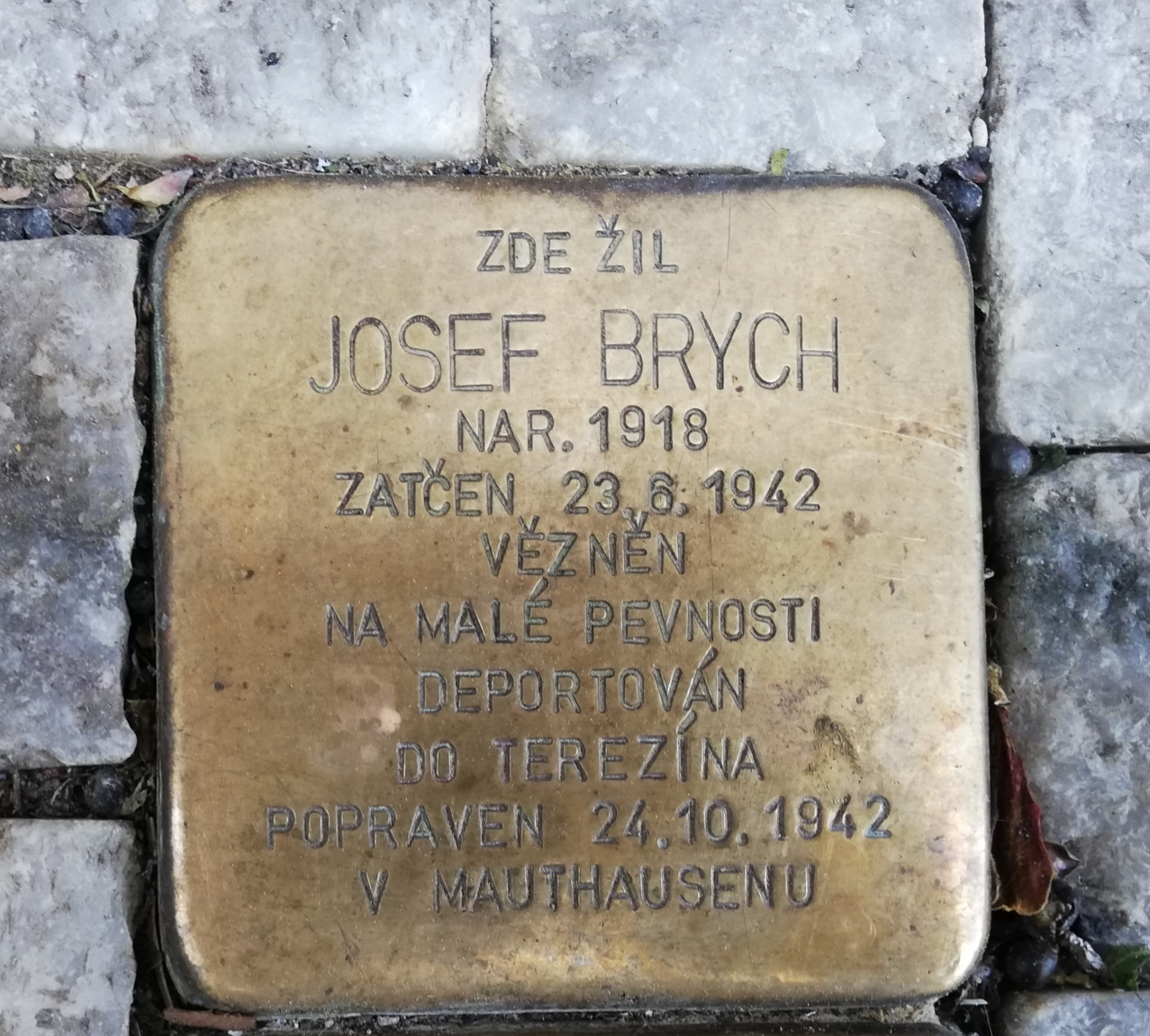
Josef Brych
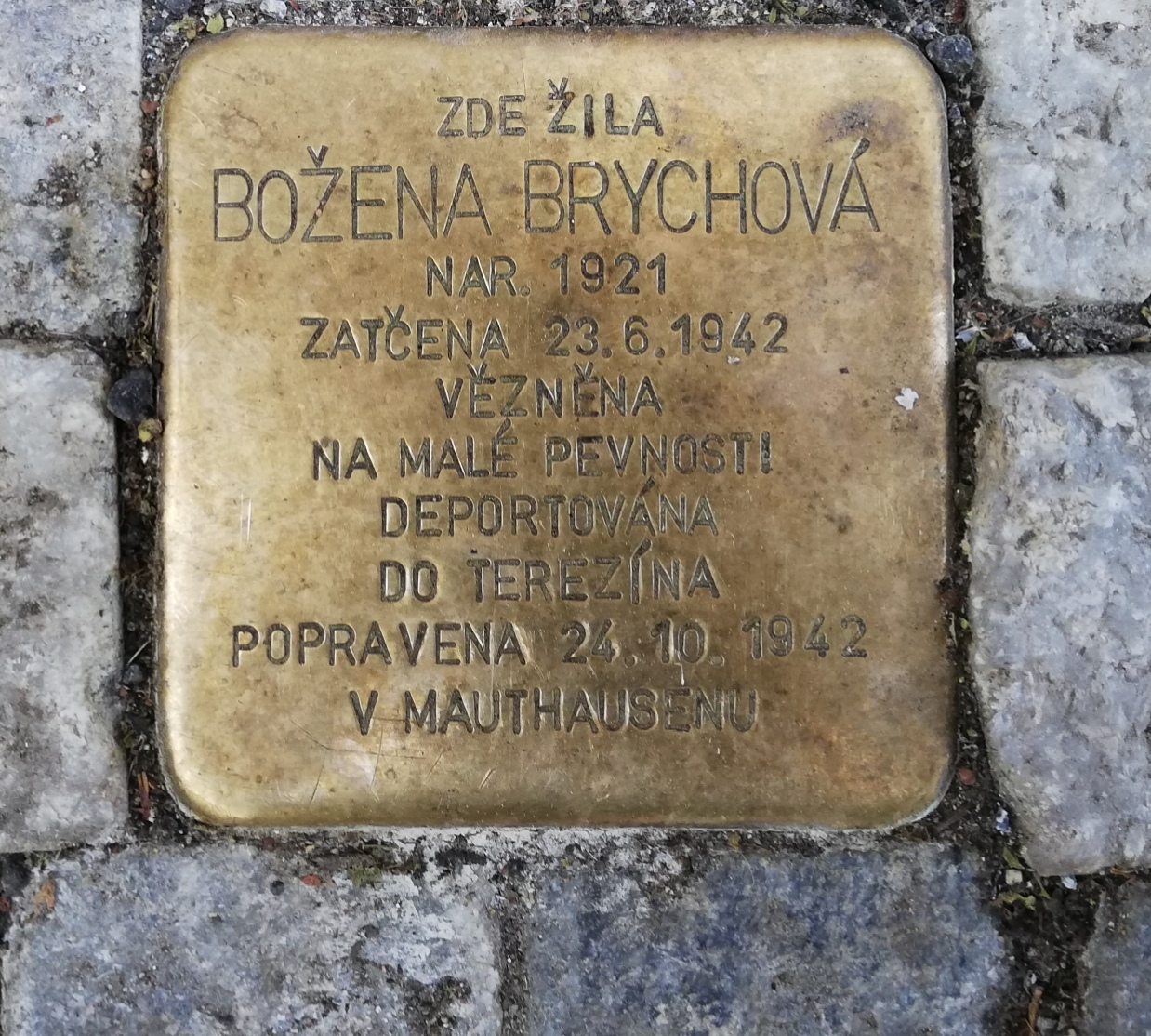
Božena Brychová, rozená Havlíčková, manželka Josefa Brycha
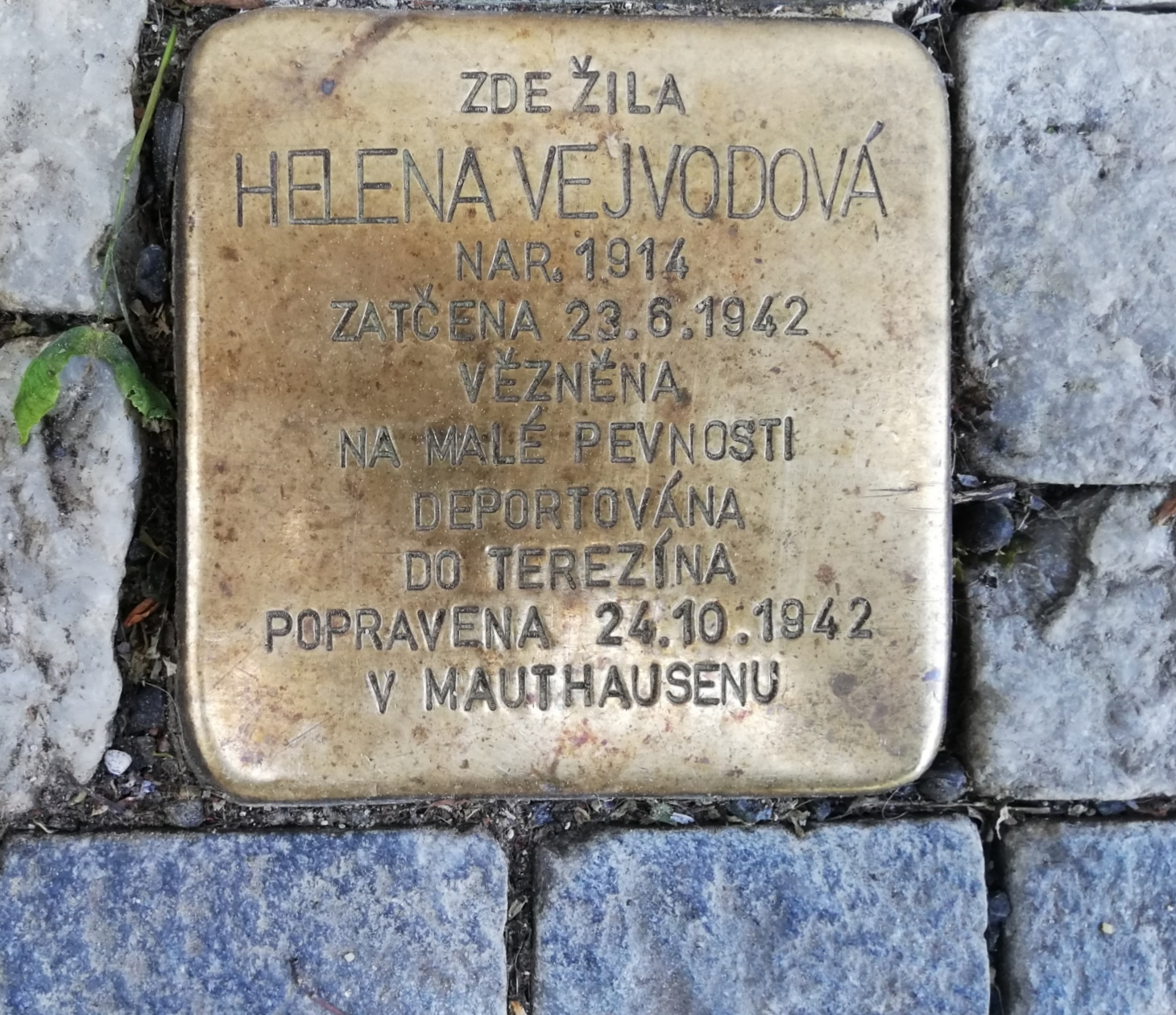
Helena Vejvodová, rozená Machová, snoubenka Jana Brycha mladšího